# دی وینهویز
دی وینهویز (به هلندی: De Veenhuis) یک منطقهٔ مسکونی در هلند است که در نی‌کرک واقع شده‌است.